# سهیلا
ثریا بکیاسا با نام هنری سهیلا (زاده ۱۳۲۳ در تهران) بازیگر سینمای اهل ایران بوده است.

## بازیگر

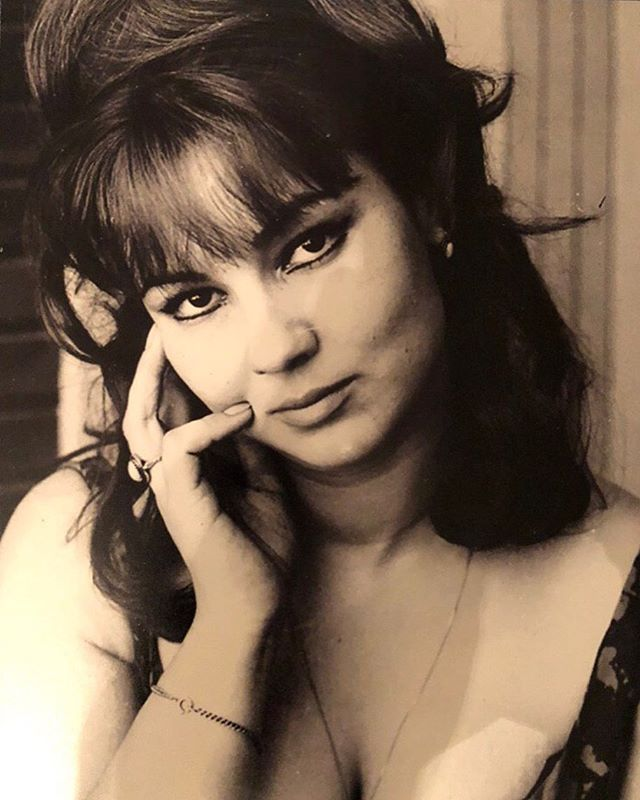
ثریا بکیاسا

- کوثر (۱۳۵۳)
- محبوب بچه‌ها (۱۳۵۲)
- هلوی پوست کنده (۱۳۵۲)
- اتل متل توتوله (۱۳۵۱)
- خر دجال (۱۳۵۱)
- ماجرای یک دزد (۱۳۵۰)
- نوبر اصفهان (۱۳۵۰)
- آینه زمان (۱۳۴۹)
- فریاد انسان‌ها (۱۳۴۹)
- کمربند زرین (۱۳۴۹)
- پهلوان پهلوانان (۱۳۴۸)
- تعطیلات داش اسمال (۱۳۴۸)
- تهران می‌رقصد (۱۳۴۸)
- ضرب شست (۱۳۴۸)
- نعره گرگ‌ها (۱۳۴۸)
- بسترهای جداگانه (۱۳۴۷)
- پابرهنه‌ها (۱۳۴۷)
- دختر عشوه‌گر (۱۳۴۷)
- شکار شوهر (۱۳۴۷)
- قوس و قزح (۱۳۴۷)
- ماجرای شب ژانویه (۱۳۴۷)
- مرد حنجره طلایی (۱۳۴۷)
- هفت دختر برای هفت پسر (۱۳۴۷)
- جاده زرین سمرقند (۱۳۴۶)
- خوشگل و قهرمان (۱۳۴۶)
- فردای باشکوه (۱۳۴۶)
- کوه‌زاد (۱۳۴۶)
- ولگردان ساحل (۱۳۴۶)
- ایستگاه ترن (۱۳۴۵)
- حسین کرد (۱۳۴۵)
- رانندگان جهنم (۱۳۴۵)
- قهرمان دهکده (۱۳۴۵)
- کلید بهشت (۱۳۴۵)
- گنجینه سلیمان (۱۳۴۵)
- پسر دهاتی (۱۳۴۵)
- مأمور دو جانبه (۱۳۴۵)
- خوشگل خوشگلا (۱۳۴۴)
- دزد بانک (۱۳۴۴)
- شهر بزرگ (۱۳۴۴)
- شیرمرد (۱۳۴۴)
- مزد خونین (۱۳۴۴)
- نبرد غول‌ها (۱۳۴۴)
- همه سر حریف (۱۳۴۴)
- جهنم زیر پای من (۱۳۴۳)
- سرکش (۱۳۴۳)
- گل‌های گیلان (۱۳۴۳)
- لذت گناه (۱۳۴۳)
- نیرنگ دختران (۱۳۴۳)
- دختر ساری (۱۳۴۲)
- دختر کوهستان (۱۳۴۲)
- فرار (۱۳۴۲)
- قربانی هوس (۱۳۴۲)
- مردها و جاده‌ها (۱۳۴۲)
- مسافری از بهشت (۱۳۴۲)
- وحشت (۱۳۴۲)
- اهریمن زیبا (۱۳۴۱)
- کلاه مخملی (۱۳۴۱)
- عشق بزرگ (۱۳۴۰)
- یک قدم تا مرگ (۱۳۴۰)
- آرامش قبل از طوفان (۱۳۳۹)
- آفت زندگی یا مرفین (۱۳۳۹)
- بچه‌های محل (۱۳۳۹)
- ستارگان می‌درخشند (۱۳۳۹)
- می‌میرم برای پول (۱۳۳۸)